# Andreas Roland Grüntzig
Andreas Roland Grüntzig (* 25. Juni 1939 in Dresden; † 27. Oktober 1985 in Forsyth, Georgia, Vereinigte Staaten) war ein deutscher Angiologe und Kardiologe, durch dessen Wirken die interventionelle Kardiologie entscheidend geprägt wurde.

## Leben
Andreas Grüntzig wurde am 25. Juni 1939 in Dresden geboren. Von 1950 bis 1952 emigrierte die Familie, deren Vater im Zweiten Weltkrieg 1945 gefallen war, vorübergehend nach Argentinien. Als Thomaner legte Grüntzig an der Thomasschule zu Leipzig das Abitur ab, um nach der Flucht nach Westdeutschland in Heidelberg Medizin zu studieren. Seine weiteren klinischen Lehrer waren unter anderem Ratschow in Darmstadt und von 1971 bis 1980 Hegglin, Bollinger, Walter Siegenthaler, Wellauer, Rutishauser und Krayenbühl in Zürich. Bei Eberhard Zeitler in Engelskirchen lernte er 1971 die Wiedereröffnung von verschlossenen Arterien mittels Dotterung, einem von Charles Dotter entwickelten Bougierungsverfahren, kennen.
Nach der Erfindung des Ballonkatheters für periphere Arterien 1974 führte er am 16. September 1977 erstmals eine erfolgreiche Ballondilatation zur Aufdehnung verengter Herzkranzgefäße in Zürich durch, die sogenannte perkutane transluminale Koronarangioplastie (PTCA) oder perkutane Koronarintervention (PCI). Hierbei dehnte er im Rahmen einer Herzkatheteruntersuchung ein um etwa 80 % verengtes, nur etwa drei Millimeter kurzes Stück des Vorderwandastes (LAD) des Herzens mit einem in das Gefäß eingeführten Ballon auf, stellte eine normale Durchblutung wieder her und ersparte so dem Patienten eine Bypassoperation. Noch nach zehn Jahren zeigte sich bei Kontrolluntersuchungen die erweiterte Engstelle offen. Seine ersten vier auf einem Kongress der Amerikanischen Herzgesellschaft (AHA) vorgestellten Fälle erregten sogleich Aufmerksamkeit und Skepsis, heute werden seine Leistungen als Vorreiter der interventionellen Kardiologie weltweit anerkannt.
Heute hat sich die Koronarangioplastie zur Behandlung von Engstellen der Herzkranzgefäße weltweit durchgesetzt.
Andreas Grüntzig wirkte als klinischer Direktor in Atlanta (Georgia). Er und seine zweite Frau starben beim Absturz ihrer Beechcraft Baron in Forsyth, Georgia, am 27. Oktober 1985. Der Augenarzt Johannes Grüntzig ist sein Bruder.
Die Deutsche Gesellschaft für Kardiologie vergibt den mit 5.000 Euro (Stand 2024) dotierten Andreas-Grüntzig-Forschungspreis für „klinisch tätige Mediziner […], deren wissenschaftliche Arbeiten sich mit Fragen der interventionellen Koronartherapie beschäftigen, unter besonderer Berücksichtigung der Reduzierung der Restenose“.